# Ханна Монтана (сезон 1)
Первый сезон телесериала Ханна Монтана был показан на канале Disney Channel с 24 марта 2006 по 30 марта 2007 года и включал 26 эпизодов. Он знакомит с пятью главными героями сериала и жизнью Майли Стюарт — девочки-подростка, которая живёт двойной жизнью, как обычная школьница по имени Майли Стюарт (играет Майли Сайрус) — днём и известная поп-певица по имени Ханна Монтана — ночью. Сезон также вводит ряд существенных второстепенных персонажей, такие как Рокси Рокер, Джейк Райан и Рико Сьюв.
Саундтрек сезона был выпущен 24 октября 2006 года под названием Ханна Монтана. Сам сезон был выпущен на DVD на 4 дисках 18 ноября 2008, производства Disney DVD в США, а в России  6 августа 2009. Некоторые отдельные эпизоды были выпущены ранее на других DVD Ханны Монтаны.

## Производство
Ханна Монтана дебютировала в пятницу 24 марта 2006 года на канале Disney Channel с серии «Лилли, ты хочешь знать тайну?». Первый сезон завершился 30 марта 2007 года серией «Восстание плохого лося». В Великобритании впервые был показан в летний период 2006 года. Первый показ состоялся на канале FIVE, показав все эпизоды, второй — в 2009 году. Первый сезон состоит из 26 цветных, полноэкранных серий. Каждая серия длится приблизительно 23 минуты (без рекламы), записанная с помощью многокамерной съёмки.

## Начальная тема
Песня для Ханны Монтаны «The Best of Both Worlds» (Лучшее из двух миров), написанная Мэтью Джеррардом и Робби Невилом в исполнении Майли Сайрус (как Ханна Монтана). Джон Карта, который также составляет музыкальные вставки, чтобы обозначить смену сцен и перерывы на рекламу в первом сезоне, сочинил и саму песню. Слова песни описывают основную мысль телесериала.
Полная версия, продолжительностью 2 минуты 54 секунды, была включена в саундтрек сериала, вышедшего в октябре 2006 года. Для телевизионной версии тема длится всего 50 секунд. В ней использованы только первые и последние две строфы.
«Just Like You» («Точно так же, как ты») и «The Other Side» («Другая сторона меня») изначально были проверены на песню опенинга, перед тем как «The Best of Both Worlds» («Лучшее из двух миров») была выбрана в качестве основной темы. В начальной теме для двух первых сезонов присутствуют отрывки эпизодов каждого члена актёрского состава, когда появляются их имена. Имя каждого члена актёрского состава на экране оформлено в неоновом стиле.
Затем заставка меняется на полноэкранные отрывки из эпизодов (большинство отрывков раннего производства) с именами создателей, появляющимися в конце. Логотип шоу появляется в начале и конце заставки (в последней части на «концертной сцене» показывают Майли Сайрус в роли Ханны Монтаны).

## Заключительная часть
Серии первого сезона, как правило, заканчиваются сценой, которая не так важна для сюжета, часто действует как одноразовая шутка. Кредиты показывают для команды и любых приглашённых звёзд или актёров, играющих главные роли.

## Кастинг

### В главных ролях
- Майли Сайрус — Ханна Монтана/Майли Стюарт
- Эмили Осмент— Лилли Траскотт/Лола Лафтнэгл
- Митчел Муссо — Оливер Окен
- Джейсон Эрлз — Джексон Стюарт
- Билли Рэй Сайрус — Робби Рэй Стюарт

### Периодический состав актёров
- Шаника Ноулз — Эмбер Эддисон
- Анна Мария Перес де Тагле — Эшли Девитт
- Грег Бейкер — Фрэнсис Корелли
- Морган Йорк — Сара
- Коди Линли — Лесли «Джейк» Райан
- Роми Дэймс — Трейси Ван Хорн
- Долли Партон — Тети Долли
- Вики Лоуренс — Мамоу Рати
- Фрэнсис Кальер — Рокси
- Мойзес Ариас — Рико

### Приглашённые звезды
- Корбин Блю — Джонни Коллинз
- Пол Вогт — Донтзиг
- Мэтт Уинстон — Фермин
- Андрэ Киннеи — Купер
- Эшли Тисдейл — Мэдди Фицпатрик
- Лиза Арч — фотограф Лайза.

### Звезды второго плана, играющие в этом сезоне
Дерек Баско, Кайл Каплан, Криген Доу, Джек Тэйлор, Блэйк Беррис, Фрэнсис Бэй, Кристиан Серратос, Райан Ньюман, Саммер Бишил, Кунал Шарма, Каттер Гарсиа, Хелен Даффи, Джефф Маллэр, Бетси Келсо, Ноа Сайрус, Джена ДеВиво, Дестини Эдмон, Джэй Брайан Уинник, Доллар Тан, Джейсон Торнтон, Гэри Пиз, Мариус Мазманян и Алек Леддэнд.

## В России
В сентябре 2007 года телеканал СТС собирался начать показ сериала. В августе 2008 года появилась информация о том, что телеканал получил эксклюзивные права на показ сериала «Ханна Монтана». Премьера состоялась 1 сентября 2008 года. За два с половиной месяца показа в России были показаны первые два сезона сериала (55 эпизодов). Первый сезон дублирован студией «Пифагор» по заказу The Walt Disney Company в 2007 году. С 11 августа 2010 года сериал показывают на канале Disney Channel Russia.

### Русский дубляж
- Режиссёр дубляжа — Александр Комлев
- Режиссёр вокальных номеров — Армен Погосян
- Переводчик — Наталья Толкунова
- Укладчик — Татьяна Королева
- Поэт — Пётр Климов

#### Роли дублировали
- Ханна Монтана/Майли Стюарт — Мария Иващенко
- Лилли Траскотт — Валентина Рубцова
- Оливер Окен — Дмитрий Череватенко
- Джексон Стюарт — Александр Горчилин
- Робби Рэй Стюарт — Юрий Брежнев
- Донтзиг — Никита Семёнов-Прозоровский
- Рокси — Мария Овчинникова

## Эпизоды
Премьера сериала началась с серии «Лилли, ты хочешь знать тайну?», которая собрала более 5.4 миллионов зрителей, это был самый высокий рейтинг премьерной серии среди детской аудитории с 7 лет, а также самый высокий рейтинг для Disney Channel за все экспериментальные серии. В эпизоде Майли открывает Лилли свою тайну, что она — Ханна Монтана.
1 сезон также включал специальный эпизод, названный «Снова на гастролях?», который был частью «Всё тип-топ, или Жизнь Ханны Монтаны». У эпизода были переходы с шоу That’s So Raven и Всё тип-топ, или Жизнь Зака и Коди.
| Серия # | Сезон # | Название | Автор              | Режиссёр                                                                 | Оригинальная дата выхода в эфир | Премьерный показ в России | Произв. код | Зрители (миллионы) |
| --- | ------- | --- | ------------------ | ------------------------------------------------------------------------ | ------------------------------- | ------------------------- | ----------- | ------------------ |
| 1 | 1       | «Лилли, ты хочешь знать тайну?» «Lilly, Do You Want to Know a Secret?»                                                 | Ли Шаллат-Чемел    | Майкл Порейс Рич Коррелл Барри О’Брайан                                  | 24 марта 2006 Disney Channel    | 1 сентября 2008 СТС       | 101         | 5.4                |
| Лилли Траскотт (лучшая подруга Майли Стюарт) покупает два билета, чтобы увидеть концерт Ханны Монтаны. Поскольку Майли тайно — Ханна Монтана, она говорит, что не может пойти, таким образом, Лилли идёт на концерт с Оливером Океном (друг Лилли и Майли). После концерта Лилли пробирается в её гримёрку и узнаёт, что Майли — Ханна Монтана, таким образом, Майли раскрывает Лилли свой секрет. Однако, когда Лилли пытается убедить Майли, что она должна рассказать свою тайну в школе, Майли говорит Лилли, что это плохая идея. Тем временем Джексон (старший брат Майли) пытается произвести на девочку впечатление, говоря ей, что он знает Ханну Монтану и мог бы получить бесплатные билеты на её следующее шоу. Одна из главных ролей: Дерек Баско — хозяин MTB. Приглашённые звезды: Мэтт Уинстон — Фермин, Корбин Блю — Джонни Коллинз, Шаника Ноулз — Эмбер Эддисон и Анна Мария Перес де Тагле — Эшли Девитт. Исполненные Ханной песни: «This is the Life» (рус. «Это — жизнь») |         | |                    |                                                                          |                                 |                           |             |                    |
| 2 | 2       | «Майли, доставай жвачку» «Miley Get Your Gum»                                                                          | Дэвид Кендалл      | Майкл Порейс                                                             | 31 марта 2006 Disney Channel    | 2 сентября 2008 СТС       | 103         | 4.0                |
| В то время как Лилли теперь знает, что Майли - Ханна Монтана, Оливер все ещё нет. Когда он говорит ей, что любит её, Майли и Лилли пытаются заставить его обращать своё внимание на других девочек, так как Майли волнуется, что, если бы она сказала ему правду, он любил бы её также. Девочки придумывают план заставить Оливера ненавидеть Ханну. Оливер и Ханна встречаются на пляже Малибу, где она жуёт жвачку, так как Оливер ненавидит её. Но план принимает неприятные последствия. В конечном счёте, Майли показывает Оливеру, что она - Ханна Монтана, заставляя его упасть в обморок. Тем временем Джексон случайно покупает "женский автомобиль", и он пытается заставить Робби избавиться от него. Одна из главных ролей: Кайл Каплан Приглашённые звезды: Андре Ямало-Кинни и Пол Фогт Исполненные Ханной песни: «Just Like You» (рус. «Точно так же, как ты») Примечание: В этом эпизоде Лилли говорит, что её зовут Лола Лафонда, но в «It’s My Party and I’ll Lie if I Want To» (рус. «Это моя вечеринка, и я буду лгать, если захочу») она говорит, что её зовут Лола Лафтнэгл. С тех пор она использует этот псевдоним. |         | |                    |                                                                          |                                 |                           |             |                    |
| 3 | 3       | «Она супер скрытная» «She’s a Supersneak»                                                                              | Дэвид Кендалл      | Ким С. Фризе                                                             | 7 апреля 2006 Disney Channel    | 3 сентября 2008 СТС       | 105         | N/A                |
| Несмотря на то, что отец запретил им пойти на премьеру фильма, Майли выбирается с Лилли и Оливером, в то же время Джексон тоже сбегает в кино. Когда они оба узнают, что каждый из них сбежал из дома, они видят Робби с женщиной в кинотеатре. Хотя он сказал им, что идёт на деловую встречу. Они пытаются найти больше информации о женщине. Майли расстраивается, думая, что Робби пытается заменить её мать, которая скончалась несколько лет назад. Для неё она написала песню "I Miss You" (рус. «Я скучаю по тебе»). Приглашённые звезды: Андре Джамал Кинни и Линдси Стоддарт Исполненные Ханной песни: «Pumpin' Up the Party» (рус. «Начинаем зажигать») Исполненная Майли песня: «I Miss You» (рус. «Я скучаю по тебе») Примечание:: Это был единственный раз, когда прозвучала песня Майли |         | |                    |                                                                          |                                 |                           |             |                    |
| 4 | 4       | «Я не могу заставить тебя полюбить Ханну» «I Can’t Make You Love Hannah if You Don’t»                                  | Роджер Кристиансен | Ким С. Фризе                                                             | 14 апреля 2006 Disney Channel   | 4 сентября 2008 СТС       | 108         | 3.9                |
| Майли влюбляется без памяти в девятиклассника, но он говорит, что ему не нравится Ханна Монтана. Когда он решает дать ей шанс, покупая билеты на концерт Ханны Монтаны, Майли должна изобразить из себя обеих. Тем временем сестра друга Джексона пытается флиртовать с ним, но её брат сказал Джексону не приближаться к ней. Приглашённые звезды: Андрэ Джамал Киннеи, РаВен Лерримор Келли, и Даниэль Сэмонас Исполненные Ханной песни: «The Other Side of Me» (рус. «Другая сторона меня») |         | |                    |                                                                          |                                 |                           |             |                    |
| 5 | 5       | «Это моя вечеринка, и я буду лгать, если захочу» «It’s My Party and I’ll Lie if I Want To»                             | Роджер Кристиансен | Дуглас Леблин                                                            | 21 апреля 2006 Disney Channel   | 5 сентября 2008 СТС       | 102         | N/A                |
| Поскольку Лилли смущает Трэйси (дочь продюсера Ханны), она не приглашает её (Лолу) на вечеринку Келли Кларксон. Майли должна скрыть от неё это. Но на следующий день её фотографии с вечеринки попадают во все газеты. Майли пытается утаить доказательства того, что она была на вечеринке, так как она сказала Лилли, что она была отменена. Тем временем волосы Джексона используются девочкой по имени Нина, чтобы практиковать её методы для укладки волос. В результате очередного эксперимента он оказывается бритым наголо. Но Джексон не знает, что она была нанята Рико, чтобы сделать именно так. А Лилли всё-таки узнаёт о вечеринке. Одна из главных ролей: Кунал Шарма и Каттер Гарсиа Приглашённые звезды: Мозес Ариас, Элисон Брайен и Роми Дамес Исполненные Ханной песни: «Just Like You» (рус. «Точно так же, как ты») |         | |                    |                                                                          |                                 |                           |             |                    |
| 6 | 6       | «Бабушка не позволит малышам быть любимчиками» «Grandma Don’t Let Your Babies Grow Up to Play Favorites»               | Роджер Кристиансен | Дуглас Леблин                                                            | 28 апреля 2006 Disney Channel   | 8 сентября 2008 СТС       | 109         | N/A                |
| Ханне выпадает шанс выступить перед Королевой Англии и её внучкой, но визит бабушки Майли и Джексона заставляет Майли чувствовать себя виноватой в том, что она не попадёт на турнир по волейболу с участием Джексона. Одна из главных ролей: Хелен Даффи и Джефф Маллэр Приглашённые звезды: Патрик Керр В качестве специального гостя: Вики Лоуренс Исполненные Ханной песни: «The Other Side of Me» (рус. «Другая сторона меня») |         | |                    |                                                                          |                                 |                           |             |                    |
| 7 | 7       | «Это мир Манекенов» «It’s a Mannequin’s World»                                                                         | Роджер Кристиансен | Говард Майерс                                                            | 12 мая 2006 Disney Channel      | 9 сентября 2008 СТС       | 110         | N/A                |
| Майли боится, что Робби подарит ей ужасный подарок на день рождения после ужасающих событий с её предыдущими. Она посылает Лилли помочь Робби выбрать удивительный подарок на день рождения, изображая из себя манекен Ханны Монтаны. Майли надеется, что он подарит ей жакет, который ей понравился, но Робби купил ей свитер с котёнком, который мяукает при нажатии. Из-за этого Майли стесняется других людей, которые высмеивают её. Тем временем у Джексона проблемы с доставкой торта на день рождения Майли, но Куп помогает ему. Одна из главных ролей: Бетси Келсо и Ноа Сайрус Приглашённые звезды: Андре Кенни, Франциска Коллир, Шаника Ноулз и Анна Мария Перес де Тагле |         | |                    |                                                                          |                                 |                           |             |                    |
| 8 | 8       | «Любовь к талисману» «Mascot Love»                                                                                     | Роджер Кристиансен | Сэлли Лапидус                                                            | 26 мая 2006 Disney Channel      | 10 сентября 2008 СТС      | 111         | N/A                |
| Майли и Лилли хотят проводить больше времени вместе, поэтому они пытаются вступить в группу поддержки. К сожалению, Лилли вступает в команду, а Майли становится талисманом. Тем временем Робби ставит 50$, что Джексон не сможет прочистить слив раковины. Одна из главных ролей: Кайл Кэплан Приглашённые звезды: Шаника Ноулз в роли Эмбер Эддисон, Анна Мария Перес де Тагле в роли Эшли Девитт Исполненные Ханной песни: «Pumpin' Up the Party» (рус. «Начинаем зажигать») |         | |                    |                                                                          |                                 |                           |             |                    |
| 9 | 9       | «Оу, Оу, Щекотка» «Ooo, Ooo, Itchy Woman»                                                                              | Дэвид Кендалл      | Гари Донтзиг, Стивен Питерман                                            | 10 июня 2006 Disney Channel     | 11 сентября 2008 СТС      | 104         | 3.7                |
| Класс собирается в очередной ежегодный поход. И нет ни одного человека, кто бы обрадовался этому. Майли рисует на себе сыпь, чтобы не идти в поход, но её план проваливается. Майли ставит палатку, а потом им с Лилли приходится мыть за всех посуду. Втроём с Оливером они придумывают и осуществляют план мести. Тем временем Джексон и Робби пытаются поймать мышь. Сотрудничество звёзд: Креаген Доу Приглашённые звезды: Шаника Ноулз, Анна Мария Перес де Тагле, Купер Торнтон и Рич Пьеррлуи Исполненные Ханной песни: «The Other Side of Me» (рус. «Другая сторона меня») |         | |                    |                                                                          |                                 |                           |             |                    |
| 10 | 10      | «О, скажи, ты можешь вспомнить слова?» «O Say, Can You Remember the Words?»                                            | Ли Шаллат-Чемел    | Сэлли Лапидус                                                            | 30 июня 2006 Disney Channel     | 12 сентября 2008 СТС      | 113         | N/A                |
| На занятиях по театральному мастерству Майли достаётся в напарники Оливер. А Ханне Монтане выпадает честь исполнять государственный гимн Америки. И она с треском проваливается. А у Джексона начинается шоколадомания. Ханне даётся второй шанс на шоу «Звезды зажигают», а Оливер проваливает театральную постановку. Сотрудничество звёзд: Ноа Сайрус Приглашённые звезды: Мойзес Ариас и Грег Бейкер Исполненные Ханной песни: «This is the Life» и «Who Said» (рус. «Это — жизнь» и «Кто сказал») |         | |                    |                                                                          |                                 |                           |             |                    |
| 11 | 11      | «Ой! Я снова вмешалась!» «Oops! I Meddled Again!»                                                                      | Чип Херд           | Лиза Альберт                                                             | 15 июля 2006 Disney Channel     | 15 сентября 2008 СТС      | 107         | N/A                |
| Майли и Лилли получают на электронную почту Ханны письмо, в котором девочка из их школы пишет, что ей нравится Оливер. Они пытаются соединить их вместе. Но их ждут неприятные последствия, когда она отправляет им по электронной почте, что хочет порвать с её "другом", что заставляет Лилли и Майли думать, что она хотела порвать с Оливером. Однако это был действительно её бывший бойфренд, с которым она собиралась расстаться. Тем временем Рико заставляет Джексона нарядиться в костюм курицы, чтобы прорекламировать куриные крылышки Rico’s. Приглашённые звезды: Андре Джамал Кинни, Мойзес Ариас и Кирби Блисс Блэнтон |         | |                    |                                                                          |                                 |                           |             |                    |
| 12 | 12      | «Снова на гастролях?»(Третья часть из «Всё тип-топ, или Жизнь Ханны Монтаны») «On the Road Again?»                     | Роджер Кристиансен | Стивен Джеймс Мейер                                                      | 28 июля 2006 Disney Channel     | 16 сентября 2008 СТС      | 112         | 7.1                |
| Ханна оказывает поддержку Мэдди Фицпатрик в Типтон, которая рассказывает ей о том, как известен был Робби Рэй, и то, что Ханна «удерживает его». Это заставляет Майли чувствовать себя виноватой в том, что вынудила своего отца закончить свою собственную карьеру певца, чтобы заняться Ханной, и клянётся вернуть ему былую славу. Но когда Робби соглашается на недельный тур, Майли и Джексон оказываются с их злейшим врагом - Рокси! В конце Мэдди попадает на встречу с Майли, пока нет Рокси, которая слишком далеко зашла, защищая Майли. Отсутствует: Мойзес Ариас в роли Рико Приглашённые звезды: Фрэнсис Каллир и Ричард Портноу Специально приглашённая звезда: Эшли Тисдейл в роли Мэдди Фицпатрик Исполненные Ханной песни: «This is the Life» и «Who Said» (рус. «Это — Жизнь» и «Кто Сказал») Исполненная Билли Рэем песня: «I Want My Mullet Back» Примечание: Этот эпизод был частью Всё тип-топ, или Жизнь Ханны Монтаны |         | |                    |                                                                          |                                 |                           |             |                    |
| 13 | 13      | «Ты такая глупая, ты наверно думаешь, что все дело в прыще» «You’re So Vain, You Probably Think This Zit is About You» | Чип Херд           | Тодд Дж. Гриволд                                                         | 12 августа 2006 Disney Channel  | 17 сентября 2008 СТС      | 106         | N/A                |
| Ханна снимается в рекламе, и вскоре рекламные щиты с её изображением будут висеть по всему городу. А Лилли должна участвовать в соревнованиях, но она почти ничего не видит, а в очках отказывается соревноваться. Джексону опять не везёт с девушками, и над ним продолжает издеваться Рико. Лилли предстоит перебороть себя, и ей, как всегда, помогает в этом Майли. Одна из главных ролей: Криген Дау, Джена ДеВиво и Дестини Эдмонд Приглашённые звезды: Лиза Арч и Мойзес Ариас Исполненные Ханной песни: «This is the Life» (рус. «Это — Жизнь») |         | |                    |                                                                          |                                 |                           |             |                    |
| 14 | 14      | «Новый парень в школе» «New Kid in School»                                                                             | Кеннет Шапиро      | Тодд Дж. Гриволд                                                         | 18 августа 2006 Disney Channel  | 18 сентября 2008 СТС      | 114         | N/A                |
| Суперзвезда Джейк Райан из сериала «Школа зомби» поступает в школу Майли. Майли начинает ревновать к тому, как его рассматривают в школе из-за его известности, и в результате рассказывает журналистке о своей тайной личности и позже журналистка убеждается, что все это - лишь её фантазия. Тем временем Джексон царапает новый автомобиль Робби, подбирая девушку, которую он встречает, а Робби разрывает переднюю пассажирскую дверь от старого автомобиля Джексона. Одна из главных ролей: Джек Тейлор и Джей Брайан Уинник Приглашённые звезды: Гвендолин Ео, Коди Линли, Грег Бэйкер, Шаника Ноулз и Анна Мария Перес де Тагле |         | |                    |                                                                          |                                 |                           |             |                    |
| 15 | 15      | «Для меня ты больше, чем зомби» «More Than a Zombie to Me»                                                             | Роджер Кристиансен | Стивен Питерман                                                          | 8 сентября 2006 Disney Channel  | 19 сентября 2008 СТС      | 116         | N/A                |
| Джейк Райан приглашает Майли на школьные танцы, но она отказывает ему. Ханне предложили сниматься в сериале об истребителе Зомби, и это значит, что Джейк и Ханна должны будут пересекаться и на съёмочной площадке. Ханна почти целует его. Джейк признаётся Ханне, что он влюблён в Майли. Майли понимает, что у неё действительно есть чувства к нему. Она хочет пойти на танцы с ним, но он уже пригласил Лилли. А Джексон изводит своего папу. Одна из главных ролей: Блэйк Беррис, Доллар Тан, Джейсон Торнтон Приглашённые звезды: Коди Линли |         | |                    |                                                                          |                                 |                           |             |                    |
| 16 | 16      | «Тётушка Долли» «Good Golly, Miss Dolly»                                                                               | Роджер Кристиансен | Сэлли Лапидус                                                            | 29 сентября 2006 Disney Channel | 22 сентября 2008 СТС      | 118         | N/A                |
| Когда крёстная мать Майли, Тётя Долли (Долли Партон), посещает Малибу, она случайно делает запись видеокассеты с Майли, которая говорит, что она влюблена в Джейка, затем Оливер перепутывает со своей собственной кассетой, которую он должен отредактировать. Тётя Долли также превращает дом в более женский и розовый, загоняя Робби и Джексона в крайности, чтобы сохранить их «мужественность». Одна из главных ролей: Саммер Бишил Приглашённые звезды: Коди Линли, Донован Скотт, Шаника Ноулз и Анна Мария Перес де Тагле Специально приглашённая звезда: Долли Партон Исполненные Ханной песни: «If We Were A Movie» и «Who Said» (рус. «Если бы мы были фильмом» и «Кто сказал») |         | |                    |                                                                          |                                 |                           |             |                    |
| 17 | 17      | «Ссора между двумя Ханнами» «Torn Between Two Hannahs»                                                                 | Роджер Кристиансен | Тодд Дж. Гринуолд (постановка) Вэлери Ахерн и Кристиан МакЛафлин (сюжет) | 14 октября 2006 Disney Channel  | 23 сентября 2008 СТС      | 126         | N/A                |
| К Майли приезжает внешне похожая на неё кузина Луэн (Майли Сайрус) из Теннесси. Она выдаёт себя за Ханну, чтобы раскрыть тайну Майли на вечеринке Трэйси Ван Хорны в честь Хэллоуина. Тем временем Робби и Джексон украшают свой дом, чтобы он выглядел страшнее, чем у Донтзига. Одна из главных ролей: Ноа Сайрус Приглашённые звезды: Питер Аллен Вогт и Роми Дамес Исполненные Ханной песни: «The Other Side of Me», «The Best of Both Worlds», «I Got Nerve», «Pumpin Up The Party» и потерянная песня «Not This Girl» (рус. «Другая сторона меня», «Лучшее из двух миров», «Я вся на нервах», «Начинаем зажигать» и невошедшая песня «Не эта девочка») Исполненные Билли Рэем песни: «Stand» Примечание: В конце Донтзиг берёт миску с конфетами, но в то же время видно, что миска стоит в том же самом месте, когда он покидает дом. |         | |                    |                                                                          |                                 |                           |             |                    |
| 18 | 18      | «Люди, которые используют других людей» «People Who Use People»                                                        | Шэннон Флинн       | Майкл Порейс                                                             | 3 ноября 2006 Disney Channel    | 24 сентября 2008 СТС      | 119         | N/A                |
| Майли и Джейк встречаются с другими людьми для того, чтобы заставить друг друга ревновать, хотя в результате они вместе; Джексон использует Робби, чтобы получить 5 по математике, сближая его со своим строгим учителем, госпожой Канкл. Одна из главных ролей: Гэри Пиз Приглашённые звезды: Коди Линли, Дрю Осборн и Эрин Мэттьюз |         | |                    |                                                                          |                                 |                           |             |                    |
| 19 | 19      | «Деньги не за что, вина бесплатно» «Money for Nothing, Guilt for Free»                                                 | Роджер Кристиансен | Хизер Уордхэм                                                            | 26 ноября 2006 Disney Channel   | 25 сентября 2008 СТС      | 115         | N/A                |
| В школе собирают деньги в фонд помощи неимущим. Майли с друзьями клянётся на этот раз обставить Эмбер и Эшли. Майли использует популярность Ханны Монтаны. Но в итоге она отдаёт деньги Саре; Джексон пытается обойти Робби в игре, не позволяя ему победить. Приглашённые звезды: Андре Джамал Кинни, Шаника Ноулз, Анна Мария Перес де Тагле, Грег Бейкер и Морган Йорк Исполненные Ханной песни: «Who Said» (рус. «Кто сказал») |         | |                    |                                                                          |                                 |                           |             |                    |
| 20 | 20      | «Долги» «Debt It Be»                                                                                                   | Роджер Кристиансен | Хизер Уордхэм Сэлли Лапидус                                              | 1 декабря 2006 Disney Channel   | 26 сентября 2008 СТС      | 120         | N/A                |
| Майли и Джексон получают новые кредитные карточки и обещают использовать их в «только чрезвычайных ситуациях», но Лилли убеждает Майли пойти на блошиный рынок со своей кредитной карточкой, и покупает там почти все. Чтобы оплатить счёт, она продаёт одежду Ханны и аксессуары, которые как она думает «никогда не будет носить». Когда она узнаёт, что серьги из съёмок видео стоят огромных денег, она и Джексон идут на крайние меры, чтобы получить их от старушки, которая купила их. Одна из главных ролей: Фрэнсис Бэй и Мариус Мазманян Приглашённые звезды: Эллен Доу и Амир Талай |         | |                    |                                                                          |                                 |                           |             |                    |
| 21 | 21      | «Мой парень Джексон и это проблема» «My Boyfriend’s Jackson and There’s Gonna Be Trouble»                              | Роджер Кристиансен | Хизер Уордхэм Сэлли Лапидус                                              | 1 января 2007 Disney Channel    | 29 сентября 2008 СТС      | 124         | N/A                |
| Пресса заставляет думать, что Ханна и Джексон пара. Джексон использует это в своих интересах, чтобы быть «парнем» Ханны для льгот; Оливер работает над школьным проектом с Сарой, и заканчивается это тем, что влюбляется в неё. Одна из главных ролей: Каттер Гарсиа Приглашённые звезды: Роми Дамес, Морган Йорк , Сэнди Браун и Дэниэл Боко Исполненные Ханной песни: «I Got Nerve» и «If We Were A Movie» (рус. «Я вся на нервах» и «Если бы мы были фильмом») |         | |                    |                                                                          |                                 |                           |             |                    |
| 22 | 22      | «Мы семья, а теперь принеси мне воды!» «We Are Family---Now Get Me Some Water!»                                        | Роджер Кристиансен | Джей Дж. Демопулос Эндрю Грин                                            | 7 января 2007 Disney Channel    | 30 сентября 2008 СТС      | 122         | N/A                |
| Из-за Майли случайно увольняют Джексона из Rico’s. Всему виной становится просьба повысить зарплату Джексону. Она нанимает его в качестве «личного ассистента Ханны» с катастрофическими последствиями; Рико берёт в свой магазин Оливера, чтобы заменить Джексона. Приглашённые звезды: Мозес Ариас и Рэй Оксэйс Исполненные Ханной песни: «I Got Nerve» (рус. «Я вся на нервах») |         | |                    |                                                                          |                                 |                           |             |                    |
| 23 | 23      | «Школьный хулиган» «Schooly Bully»                                                                                     | Роджер Кристиансен | Дуглас Леблин Хизер Уордхэм                                              | 19 января 2007 Disney Channel   | 1 октября 2008 СТС        | 125         | N/A                |
| Рокси выдаёт себя за новую ученицу в школе Майли, чтобы защитить её от хулиганки по прозвищу «Щелкунчик». Тем временем Робби и Джексон попадают в домик с жутким владельцем Гюнтером (Кеннет Марс) и его не менее жуткой чревовещательной куклой Франклином. Одна из главных ролей: Джек Тэйлор Приглашённые звезды: Кеннет Марс, Фрэнсис Кальер и Джэлин Палмер Исполненные Ханной песни: «The Other Side of Me» (рус. «Другая сторона меня») Примечание: Этот эпизод, наряду с «Oops! I Meddled Again!» («Ой! Я снова вмешалась!»), единственные эпизоды 1 сезона, в которых не появляется Ханна Монтана. |         | |                    |                                                                          |                                 |                           |             |                    |
| 24 | 24      | «Божественная сторона меня» «The Idol Side of Me»                                                                      | Фред Сэвидж        | Дуглас Леблин                                                            | 9 февраля 2007 Disney Channel   | 2 октября 2008 СТС        | 117         | 3.7                |
| Ханна участвует в конкурсе «Песни со Звёздами», который состоит из любителей, соединённых со знаменитостями. Ханна приглашает Эмбер в шоу с целью её унизить, но потом сожалеет об этом; Джексона и Робби раздражает собака Донтзига. Одна из главных ролей: Джек Тэйлор, Алек Ледд и Кристиан Серратос Приглашённые звезды: Шаника Ноулз, Анна Мария Перес де Тагле, Р. Брэндон Джонсон, Питер Аллен Вогт и Морган Йорк Исполненные Ханной песни: «Pumpin' Up the Party» и «The Other Side of Me» (рус. «Начинаем зажигать» и «Другая сторона меня») |         | |                    |                                                                          |                                 |                           |             |                    |
| 25 | 25      | «Запах подростка» «Smells Like Teen Sellout»                                                                           | Шелдон Эппс        | Хизер Уордхэм                                                            | 2 марта 2007 Disney Channel     | 3 октября 2008 СТС        | 123         | 4.4                |
| Ханна соглашается прорекламировать новый аромат духов. Духи пахнут малиной, а Майли с детства не переносит запах малины; Джексон принимает участие в телевизионной программе на выживание, с пагубным результатом. Одна из главных ролей: Райан Ньюман Приглашённые звезды: Лиза Арч и Майкл Каган |         | |                    |                                                                          |                                 |                           |             |                    |
| 26 | 26      | «Восстание плохого лося» «Bad Moose Rising»                                                                            | Роджер Кристиансен | Дуглас Леблин Стивен Джеймс Мейер                                        | 30 марта 2007 Disney Channel    | 6 октября 2008 СТС        | 121         | N/A                |
| Мерзкий сосед Стюартов поручает Майли и Джексону присматривать за своей не менее мерзкой племянницей. Робби заболевает, и заботу о нём берёт на себя Рокси. Приглашённые звезды: Фрэнсис Кальер, Питер Аллен Вогт и Саванна Стелин Исполненные Ханной песни: «Who Said» (рус. «Кто сказал») |         | |                    |                                                                          |                                 |                           |             |                    |